# Вал Вомано (Терамо)
Вал Вомано (итал. Val Vomano) је насеље у Италији у округу Терамо, региону Абруцо.
Према процени из 2011. у насељу је живело 939 становника. Насеље се налази на надморској висини од 150 м.